# HD76122
HD76122 — хімічно пекулярна зоря спектрального класу F1, що має видиму зоряну величину в смузі V приблизно  8,3.
Вона  розташована на відстані близько 425,2 світлових років від Сонця.